# Gola di Olduvai
La gola di Olduvai, importante sito archeologico africano, è un avvallamento lungo circa 40 km, chiuso da ripide pareti, situato nella pianura di Serengeti, nel nord della Tanzania, e collegato alla Grande Rift Valley che si estende lungo l'Africa orientale. La dizione locale originale del nome, oldupai, significa "sisal" in lingua masai: l'area, semidesertica, è infatti cosparsa di piante di sisal e acacia arbustiva.

## Scoperta

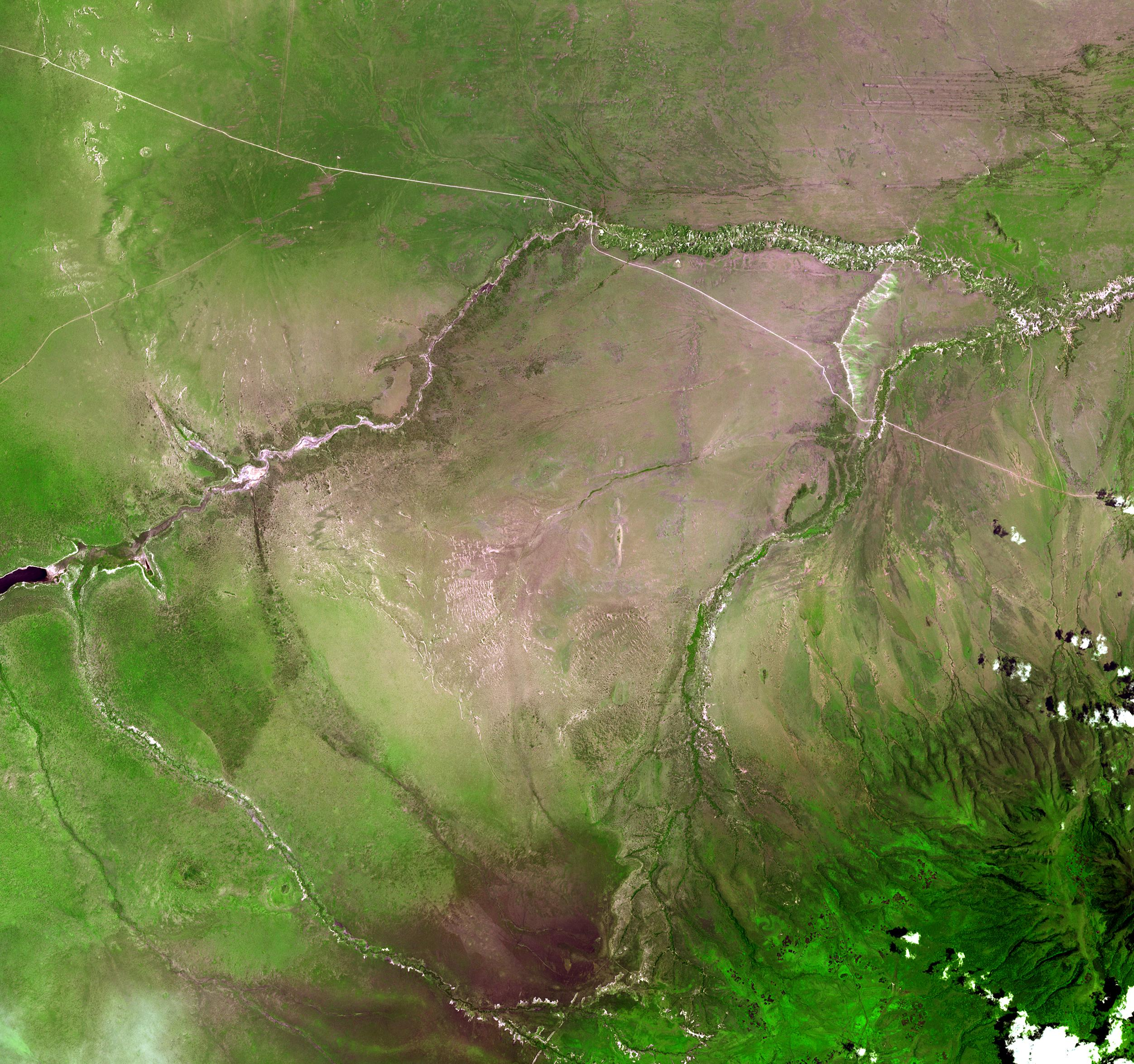
La gola di Olduvai vista dallo spazio.

Olduvai è uno dei più importanti siti archeologici africani; i ritrovamenti effettuati in questa zona hanno svolto un ruolo importante nella comprensione dello sviluppo e delle origini della specie umana.
Il sito fu scoperto casualmente nel 1911 dall'entomologo tedesco Wilhelm Kattwinkel mentre stava cercando di catturare una farfalla. Riavutosi dalla rovinosa caduta in un dirupo, Kattwinkel si rese subito conto dell'interesse scientifico di questa faglia che metteva in luce una serie stratigrafica databile a qualche milione di anni fa. Da allora i suoi successori hanno continuato a effettuare ricerche in questa gola e a proteggerne le pareti.
Gli scavi incominciarono negli anni trenta condotti da Louis Leakey, e continuano tutt'oggi sotto la supervisione della famiglia Leakey. Nel 1955 furono ritrovati due resti fossili di ominide, un molare e un canino, e nel 1959, la moglie di Louis - Mary - rinvenne il cosiddetto Australopithecus boisei o Zinjanthropus, il cui ritrovamento è commemorato in situ da una lapide. Nel 1972, a circa 40 km dalla gola, vennero scoperte sempre da Mary Leakey le famose "orme di Laetoli": impronte fossilizzate di ominidi più antichi risalenti a circa 3 milioni e mezzo di anni fa.

## Stratigrafia
Milioni d'anni fa, il sito ospitava un grande lago con spiagge coperte da cenere vulcanica. Circa 500.000 anni fa, l'attività sismica provocò la deviazione di un piccolo corso d'acqua che, con la sua attività erosiva, ha successivamente aperto una fenditura nei sedimenti, rivelando sette strati sedimentari nella parete della gola. Gli aspetti geologici sono stati studiati in dettaglio da Richard Hay, che lavorò nel sito tra il 1961 e il 2002.
Gli strati di cenere e pietra consentono la datazione radiometrica (basata principalmente su potassio e argo) di manufatti che vi si trovano. La base dei sedimenti risulta avere un'età di oltre due milioni di anni e i primi manufatti sono stati trovati nello strato immediatamente superiore. Fra i primi ritrovamenti a Olduvai vi sono piccoli utensili di pietra, "chopper" e bifacciali, datati circa a due milioni di anni fa, ma sono stati ritrovati anche fossili di antenati della specie umana risalenti a circa due milioni e mezzo di anni fa.

## Ritrovamenti

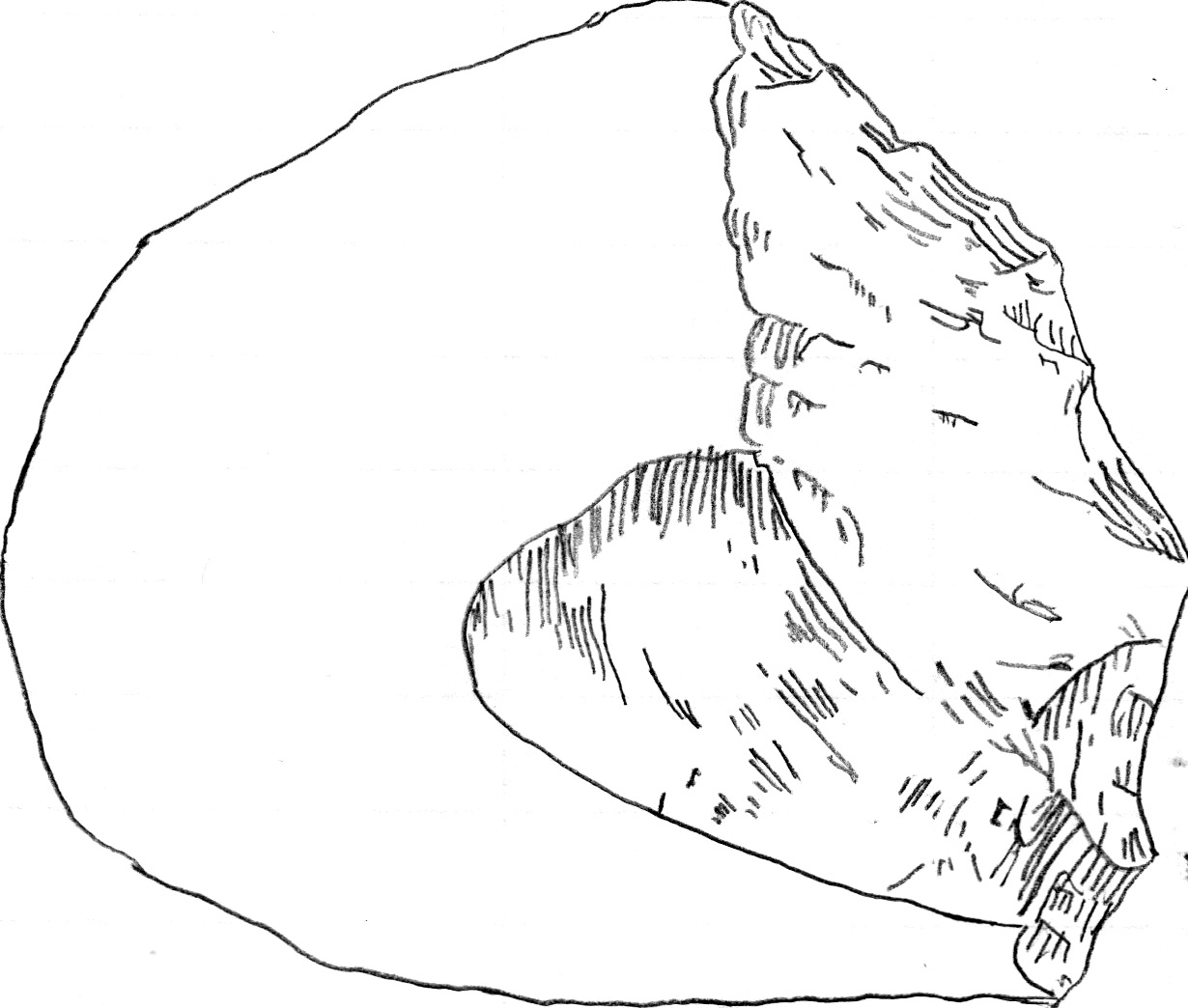
Disegno di un utensile in pietra ritrovato nella gola di Olduvai.

Il più antico deposito archeologico della zona, noto come "Bed I", contiene tracce di accampamenti e utensili in pietra basaltica o quarzo utilizzati anche per produrre scintille; questi utensili sono ora chiamati Olduviani dal nome del sito e si ritiene che questa tecnologia sia cominciata 2,5 milioni di anni fa. Le ossa ritrovate non appartengono a esseri umani moderni ma a ominidi delle specie Australopithecus boisei e Homo habilis.
Nello strato "Bed II", situato subito sopra nella stratigrafia della gola, gli utensili di pietra sono sostituiti da strumenti più evoluti costruiti da una popolazione di Homo ergaster. La datazione non è ancora ben certa, ma si ritiene che sia databile a circa 1,75 e 1,2 milioni di anni fa.
Gli strati "Bed III" e "Bed IV" mostrano ossa fossili e strumenti del periodo acheuleano che risalgono a oltre 600.000 anni fa.
Negli strati ancora superiori sono stati trovati manufatti dell'uomo moderno: tali strati sono stati battezzati "Masek Bed" (formatisi nel periodo di intensa attività vulcanica e formazione di faglie compreso tra 600.000 e 400.000 anni fa), "Ndutu Bed" (da 400.000 a 32.000 anni fa), e "Naisiusiu Bed" (da 22.000 a 15.000 anni fa).

## Riferimenti nella cultura
- Olduvai è il luogo in cui viene ritrovato il primo monolito nel romanzo 2001: Odissea nello spazio di Arthur C. Clarke.
- Richard C. Duncan si è ispirato alla gola di Olduvai per la sua "Teoria di Olduvai" riguardo al futuro della civiltà industriale e all'utilizzo delle fonti fossili di energia.
- L'Olduvai è anche parte fondamentale del romanzo breve fantascientifico di Mike Resnick, intitolato appunto "Nell'abisso di Olduvai" (1994)
- L'ultima puntata della serie televisiva Battlestar Galactica (Battlestar Galactica 4x20, parte 2, Daybreak - L'ultimo salto, scritto da: Ronald D. Moore) fa riferimento a questo luogo come la possibile ultima dimora di William Adamo (nome in codice "Husker", Ammiraglio della Flotta Coloniale, Comandante del Galactica) che erige un edificio in ricordo di Laura Roslin (Presidente delle Dodici Colonie). Sempre nella narrazione, nelle vicinanze di questo luogo vengono ritrovati, dopo 150.000 anni, i resti fossili della Eva Mitocondriale (nella serie televisiva sono i resti di ERA, la primogenita di sangue misto umano/Cylone)
- Olduvai è, nel film Doom, il luogo dove viene ritrovato un dispositivo di teletrasporto Terra/Marte.